# أنجيلو باجاني
أنجيلو باجاني (بالإيطالية: Angelo Pagani) (و. 1988  م) هو راكب دراجة هوائية إيطالي.

## روابط خارجية
- أنجيلو باجاني على موقع الاتحاد الدولي للدراجات (الإنجليزية)
- أنجيلو باجاني على موقع أرشيف الدراجات (الإنجليزية)
- أنجيلو باجاني على موقع إحصائيات الدراجات الإحترافية (الإنجليزية)
- أنجيلو باجاني على موقع نسبة الدراجات (الإنجليزية)
- أنجيلو باجاني على موقع CycleBase (الإنجليزية)